# Tiaropsidium roseum
Tiaropsidium roseum is een hydroïdpoliep uit de familie Tiaropsidae. De poliep komt uit het geslacht Tiaropsidium. Tiaropsidium roseum werd in 1905 voor het eerst wetenschappelijk beschreven door Maas. 